# Новаков, Валерий Михайлович
Валерий Михайлович Новаков (укр. Валерій Михайлович Новаков; 3 августа 1930, Днепропетровск, Украинская ССР, СССР — 14 февраля 1996, Киев, Украина) — советский и украинский художник кино.

## Биография
Родился 3 августа 1930 года в Днепропетровске в семье рабочего.
В 1956 году окончил Московское высшее художественно-промышленное училище. В 1957—1992 годах — художник-постановщик Киевской киностудии художественных фильмов имени А. П. Довженко. Был членом Национального союза кинематографистов Украины с 1974 года.
Умер 14 февраля 1996 года в возрасте 65 лет в Киеве.

## Фильмография

### Художник-постановщик
- 1958 — Первый парень
- 1964 — Сказка о Мальчише-Кибальчише
- 1965 — Вниманию граждан и организаций
- 1966 — Знакомство
- 1967 — Берег надежды
- 1967 — Две смерти
- 1968 — Аннычка
- 1968 — Вечер накануне Ивана Купала
- 1970 — В тридевятом царстве…
- 1970 — Олеся
- 1971 — Стальное колечко
- 1972 — Адрес вашего дома
- 1973 — Повесть о женщине
- 1974 — Марина
- 1975 — Небо-земля-небо
- 1976 — Не плачь, девчонка
- 1977 — Тачанка с юга
- 1978 — Мятежный «Орионъ»
- 1979 — Поезд чрезвычайного назначения
- 1980 — Снежная свадьба
- 1981 — Два дня в начале декабря
- 1983 — На вес золота
- 1985 — Легенда о бессмертии
- 1986 — Где-то гремит война
- 1987 — Возвращение
- 1987 — Голый
- 1988 — Зона
- 1989 — Этюды о Врубеле
- 1989 — Исход
- 1989 — Тихий ужас
- 1991 — Снайпер
- 1991 — Суржик
- 1992 — Общая картина была красива

### Актёр
- 1989 — Тихий ужас — эпизод